# Tibellus nigeriensis
Tibellus nigeriensis là một loài nhện trong họ Philodromidae.
Loài này thuộc chi Tibellus. Tibellus nigeriensis được miêu tả năm 1942 bởi Millot.